# Bias di Chebyshev

Grafico della funzione per

Nella teoria dei numeri, il bias di Chebyshev è il fenomeno per cui i numeri primi inferiori a un dato numero che sono della forma {\displaystyle 4k+3} sono per la maggior parte delle volte più numerosi di quelli della forma {\displaystyle 4k+1}, nonostante il loro limite sia lo stesso. Questo fenomeno fu osservato per la prima volta da Čebyšëv nel 1853.

## Descrizione
Sia {\displaystyle \pi (x;n,m)} il numero di primi fino a {\displaystyle x} della forma {\displaystyle nk+m}. Per il teorema dei numeri primi (esteso alle progressioni aritmetiche),
{\displaystyle \pi (x;4,1)\sim \pi (x;4,3)\sim {\frac {1}{2}}{\frac {x}{\log x}},}
cioè mediamente metà dei numeri primi sono della forma {\displaystyle 4k+1}, e metà della forma {\displaystyle 4k+3}.
Sarebbe dunque ragionevole supporre che, al variare di {\displaystyle x}, una forma prevalga sull'altra nel 50% circa dei casi.
Le prove numeriche, tuttavia, non supportano tale ipotesi: infatti, {\displaystyle \pi (x;4,3)>\pi (x;4,1)} si verifica molto più frequentemente. Ad esempio, questa disuguaglianza vale per tutti i primi minori di 26833 eccetto 5, 17, 41 e 461, nel qual caso si ha {\displaystyle \pi (x;4,3)=\pi (x;4,1)}. Il primo numero primo tale che {\displaystyle \pi (x;4,3)<\pi (x;4,1)} è 26861.
In generale, con {\displaystyle a,b} numeri interi tali che {\displaystyle 0<a,b<n}, se {\displaystyle MCD(a,n)=MCD(b,n)=1} e {\displaystyle a} è un residuo quadratico mod {\displaystyle n}, e {\displaystyle b} è un non-residuo quadratico mod {\displaystyle n}, allora {\displaystyle \pi (x;n,b)=\pi (x;n,a)} si verifica con maggiore frequenza; tuttavia la dimostrazione è possibile solo assumendo forme forti dell'ipotesi di Riemann.
La congettura più forte di Knapowski e Turán, secondo cui sarebbe unitaria la densità dei numeri per cui vale {\displaystyle \pi (x;4,3)>\pi (x;4,1)} si è rivelata falsa. In sostanza questa congettura affermerebbe che tale disuguaglianza vale per quasi tutti gli {\displaystyle x}. Tuttavia, anche se la congettura non risulta vera, è noto che la densità logaritmica dei valori che la verificano è di circa 0,9959....